# Виборнов Дмитро Борисович
Виборнов Дмитро Борисович (рос. Выборнов Дмитрий Борисович; 23 лютого 1970, Куйбишев, Російська Радянська Федеративна Соціалістична Республіка) — російський боксер напівважкої ваги, призер чемпіонату Європи серед аматорів.
Освіта — Самарський державний аерокосмічний університет.

## Спортивна кар'єра
- Бронзовий призер чемпіонату СРСР 1991 (до 75 кг). Срібний призер Спартакіади народів СРСР 1991 (до 75 кг).
- Чемпіон Росії 1992 (до 81 кг).
- На чемпіонаті світу 1993 переміг в першому бою і програв в наступному Рамону Гарбей (Куба) — 7-17.
- Срібний призер чемпіонату Росії 1995. Бронзовий призер чемпіонату світу серед військовослужбовців 1995.
- На чемпіонаті Європи 1996 здобув три перемоги, а в півфіналі програв П'єтро Ауріно (Італія) — 5-8.
- На Олімпійських іграх 1996 програв в першому бою Антоніо Тарвер (США) — 2-5.